# Монастероло-Казотто
Монастероло-Казотто (итал. Monasterolo Casotto) — коммуна в Италии, располагается в регионе Пьемонт, в провинции Кунео.
Население составляет 108 человек (2008 г.), плотность населения составляет 15 чел./км². Занимает площадь 7 км². Почтовый индекс — 12080. Телефонный код — 0174.
Покровителем коммуны почитается святой апостол Иаков Старший, празднование 25 июля.

## Демография
Динамика населения:

## Администрация коммуны
- Официальный сайт: